# Formação Mangabeira
Formação Mangabeira é uma das formações geológicas, junto à  Ouricuri do Ouro e Guiné, que compõem o Grupo Paraguaçu do Supergrupo Espinhaço e que caracterizam a Chapada Diamantina, região central do estado brasileiro da Bahia.
Com altitude entre 1 500-600m, é composta por "metapsamitos de sedimentação costeira de nível de mar baixo, associada a depósitos eólicos e fluviais".
"Essa formação é amplamente distribuída na região de Brotas de Macaúbas e no núcleo do anticlinal situado cerca de 50 km a sudeste dessa cidade(...). O seu nome deriva da Serra da Mangabeira, que forma o limite ocidental da Chapada Diamantina. A formação está bem exposta na rodovia entre Brotas de Macaúbas e Ipupiara, e nas regiões de Seabra, Guiné, Cascavel e Ibicoara.